# Канайський сільський округ
Кизилта́льський сільський округ (каз. Қанай ауылдық округі, рос. Канайский сельский округ) — адміністративна одиниця у складі Бурлінського району Західноказахстанської області Казахстану. Адміністративний центр — село Канай.
Населення — 599 осіб (2021; 660 у 2009, 761 у 1999, 956 у 1989).
Станом на 1989 рік існувала Канайська сільська рада (села Даніляколь, Канай).

## Склад
До складу округу входять такі населені пункти:
| Населений пункт  | Старі назви | Населення, осіб (1989) | Населення, осіб (1999) | Населення, осіб (2009) | Населення, осіб (2021) |
| ---------------- | ----------- | ---------------------- | ---------------------- | ---------------------- | ---------------------- |
| Даніляколь, село | Данілеколь  | 144                    | 115                    | 66                     | 40                     |
| Канай, село      | -           | 812                    | 646                    | 594                    | 559                    |